# Anna di Württemberg
Anna di Württemberg (Stoccarda, 12 giugno 1561 – Haynau, 7 luglio 1616) è stata una principessa tedesca, del casato del Württemberg e, per i suoi due matrimoni, duchessa di Ohlau - Wohlau e Liegnitz.

## Biografia
Era la figlia di Cristoforo, duca del Württemberg, e della moglie Anna Maria, figlia di Giorgio, margravio di Brandeburgo-Ansbach.
Il 16 settembre 1582, sposò a Brieg Giovanni Giorgio, il secondo figlio di Giorgio II il Pio, duca di Brieg. La coppia ebbe due figli, un maschio e una femmina, morti entrambi poco dopo la nascita. Il duca Giorgio II morì il 7 maggio 1586 e suoi due figli ereditarono solo Ohlau (Oława) - Wohlau (Wolow) come co-regnanti, mentre Brieg (Brzeg) fu lasciato alla vedova Barbara. Anna e suo marito stabilirono la loro residenza a Ohlau (Oława). Suo marito vi morì sei anni dopo, il 6 luglio 1592.
Nel testamento del marito, Anna ricevette il ducato di Oława con piena sovranità fino alla sua morte. Tuttavia, due anni più tardi, il 24 ottobre 1594, Anna si risposò con il due volte vedovo duca Federico IV di Liegnitz. Secondo i termini del contratto, il beneficiario avrebbe perso le sue terre, se si fosse risposato o se avesse preso i voti religiosi. Di conseguenza, Anna venne spogliata del governo sull’Ohlau, che venne ripresa da Gioacchino Federico, il fratello del suo primo marito.
Il duca Federico IV morì il 27 marzo 1596, dopo solo diciassette mesi di matrimonio senza figli. Anna, vedova per la seconda volta, si ritirò a Haynau, dove morì venti anni dopo.

## Ascendenza
|                                   |                                   |                                  | Genitori                               |  |  | Nonni |  |  | Bisnonni                         |  |  | Trisnonni               |  |
|                                   |                                   |                                  |                                        |  |  |       |  |  | Enrico di Württemberg-Mömpelgard |  |  | Ulrico V di Württemberg |  |
|                                   |                                   |                                  |                                        |  |  |       |  |  | Enrico di Württemberg-Mömpelgard |  |  | Ulrico V di Württemberg |  |
|                                   |                                   | Elisabetta di Baviera-Landshut   |                                        |  |  |       |  |  | Enrico di Württemberg-Mömpelgard |  |  |                         |  |
| Ulrico di Württemberg             |                                   |                                  |                                        |  |  |       |  |  | Enrico di Württemberg-Mömpelgard |  |  |                         |  |
|                                   |                                   | Elisabetta di Zweibrücken-Bitsch | Simone VI Wecker di Zweibrücken-Bitsch |  |  |       |  |  |                                  |  |  |                         |  |
|                                   |                                   | Elisabetta di Zweibrücken-Bitsch | Simone VI Wecker di Zweibrücken-Bitsch |  |  |       |  |  |                                  |  |  |                         |  |
|                                   |                                   | Elisabetta di Zweibrücken-Bitsch | Elisabetta di Lichtenberg-Lichtenau    |  |  |       |  |  |                                  |  |  |                         |  |
| Cristoforo di Württemberg         |                                   | Elisabetta di Zweibrücken-Bitsch |                                        |  |  |       |  |  |                                  |  |  |                         |  |
|                                   |                                   | Alberto IV di Baviera            | Alberto III di Baviera                 |  |  |       |  |  |                                  |  |  |                         |  |
|                                   |                                   | Alberto IV di Baviera            | Alberto III di Baviera                 |  |  |       |  |  |                                  |  |  |                         |  |
|                                   |                                   | Alberto IV di Baviera            | Anna di Braunschweig-Grubenhagen       |  |  |       |  |  |                                  |  |  |                         |  |
| Sabina di Baviera                 |                                   | Alberto IV di Baviera            |                                        |  |  |       |  |  |                                  |  |  |                         |  |
|                                   |                                   | Cunegonda d'Austria              | Federico III d'Asburgo                 |  |  |       |  |  |                                  |  |  |                         |  |
|                                   |                                   | Cunegonda d'Austria              | Federico III d'Asburgo                 |  |  |       |  |  |                                  |  |  |                         |  |
|                                   |                                   | Cunegonda d'Austria              | Eleonora d'Aviz                        |  |  |       |  |  |                                  |  |  |                         |  |
| Anna di Württemberg               |                                   | Cunegonda d'Austria              |                                        |  |  |       |  |  |                                  |  |  |                         |  |
|                                   | Federico I di Brandeburgo-Ansbach | Alberto III di Brandeburgo       |                                        |  |  |       |  |  |                                  |  |  |                         |  |
|                                   | Federico I di Brandeburgo-Ansbach | Alberto III di Brandeburgo       |                                        |  |  |       |  |  |                                  |  |  |                         |  |
|                                   | Federico I di Brandeburgo-Ansbach | Anna di Sassonia                 |                                        |  |  |       |  |  |                                  |  |  |                         |  |
| Giorgio di Brandeburgo-Ansbach    | Federico I di Brandeburgo-Ansbach |                                  |                                        |  |  |       |  |  |                                  |  |  |                         |  |
|                                   |                                   | Sofia di Polonia                 | Casimiro IV di Polonia                 |  |  |       |  |  |                                  |  |  |                         |  |
|                                   |                                   | Sofia di Polonia                 | Casimiro IV di Polonia                 |  |  |       |  |  |                                  |  |  |                         |  |
|                                   |                                   | Sofia di Polonia                 | Elisabetta d'Asburgo                   |  |  |       |  |  |                                  |  |  |                         |  |
| Anna Maria di Brandeburgo-Ansbach |                                   | Sofia di Polonia                 |                                        |  |  |       |  |  |                                  |  |  |                         |  |
|                                   |                                   | Carlo I di Münsterberg-Oels      | Enrico I di Münsterberg-Oels           |  |  |       |  |  |                                  |  |  |                         |  |
|                                   |                                   | Carlo I di Münsterberg-Oels      | Enrico I di Münsterberg-Oels           |  |  |       |  |  |                                  |  |  |                         |  |
|                                   |                                   | Carlo I di Münsterberg-Oels      | Ursula di Brandeburgo                  |  |  |       |  |  |                                  |  |  |                         |  |
| Edvige di Münsterberg-Oels        |                                   | Carlo I di Münsterberg-Oels      |                                        |  |  |       |  |  |                                  |  |  |                         |  |
|                                   |                                   | Anna von Sagan                   | Giovanni II di Sagan                   |  |  |       |  |  |                                  |  |  |                         |  |
|                                   |                                   | Anna von Sagan                   | Giovanni II di Sagan                   |  |  |       |  |  |                                  |  |  |                         |  |
|                                   |                                   | Anna von Sagan                   | Katharina von Troppau                  |  |  |       |  |  |                                  |  |  |                         |  |
|                                   |                                   | Anna von Sagan                   |                                        |  |  |       |  |  |                                  |  |  |                         |  |